# Etrefalva
Etrefalva (1899-ig Turicska, szlovákul: Turičky) Szinóbánya településrésze, korábban önálló falu Szlovákiában, a Besztercebányai kerületben, a Poltári járásban.

## Fekvése

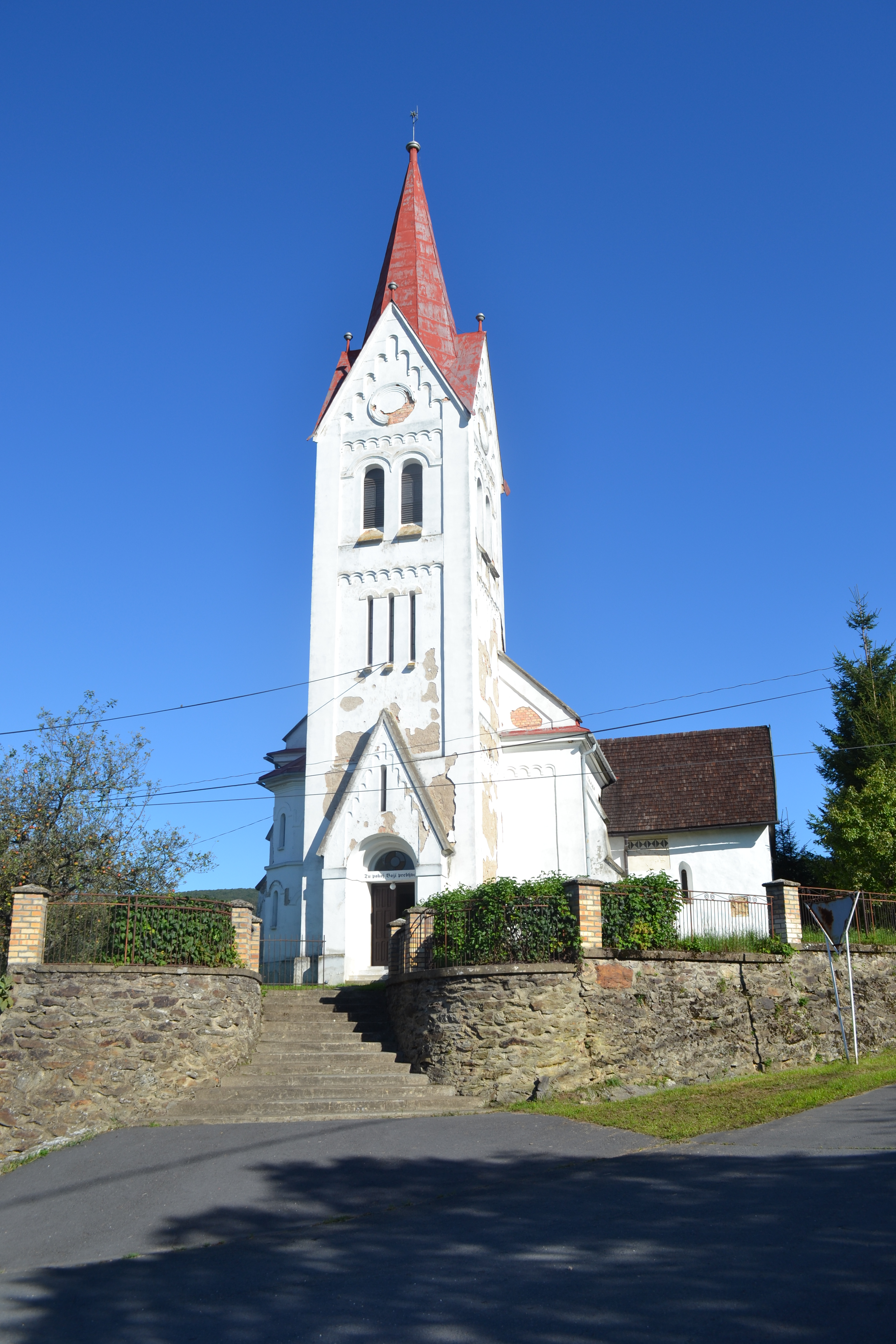
Az evangélikus templom

Losonctól 16 km-re, északra fekszik.

## Története
1332-ben a pápai tizedjegyzékben „Turcz" néven említik először Szent János apostol tiszteletére szentelt egyházát és István nevű papját. 1548-ban Bebek Ferenc a község földesura. Ebben az időben a falu mellett létezett egy Etrelehotának nevezett település is, melynek birtokosai Etre Péter és Balázs voltak. Később ezt a települést Etrekisfaludnak is nevezik, majd a 17. században elpusztul és csak egy major marad belőle. 1598-ban Etrefalvát Balassa Zsigmond tulajdonában találjuk, 1660-ban Divény várának tartozéka volt. 1676-ban kolerajárvány pusztított. A török veszély elmúltával a megrongálódott templomot a község 1678-ban megújította, de 1682-ben a kuruc harcokban újra károkat szenvedett. 1770-ben a Szent-Iványi grófok: Ferenc, János és Mihály a birtokosai, rajtuk kívül még Zichy Ferencnek volt itt tulajdonrésze.
1910-ben 232, túlnyomórészt szlovák lakosa volt. A trianoni békeszerződésig Nógrád vármegye Losonci járásához tartozott.

## Nevezetességei
- Eredetileg Szent János apostol tiszteletére szentelt evangélikus temploma, amely a 14. században épült gótikus stílusban, később többször megújították. 1929-ben újjáépítették, de korabeli freskói fennmaradtak.

## Külső hivatkozások
- Etrefalva története (szlovákul)
- Az etrefalvi templom freskói (szlovákul) Archiválva 2007. október 4-i dátummal a Wayback Machine-ben
- Etrefalva Szlovákia térképén